# Paul Attanasio

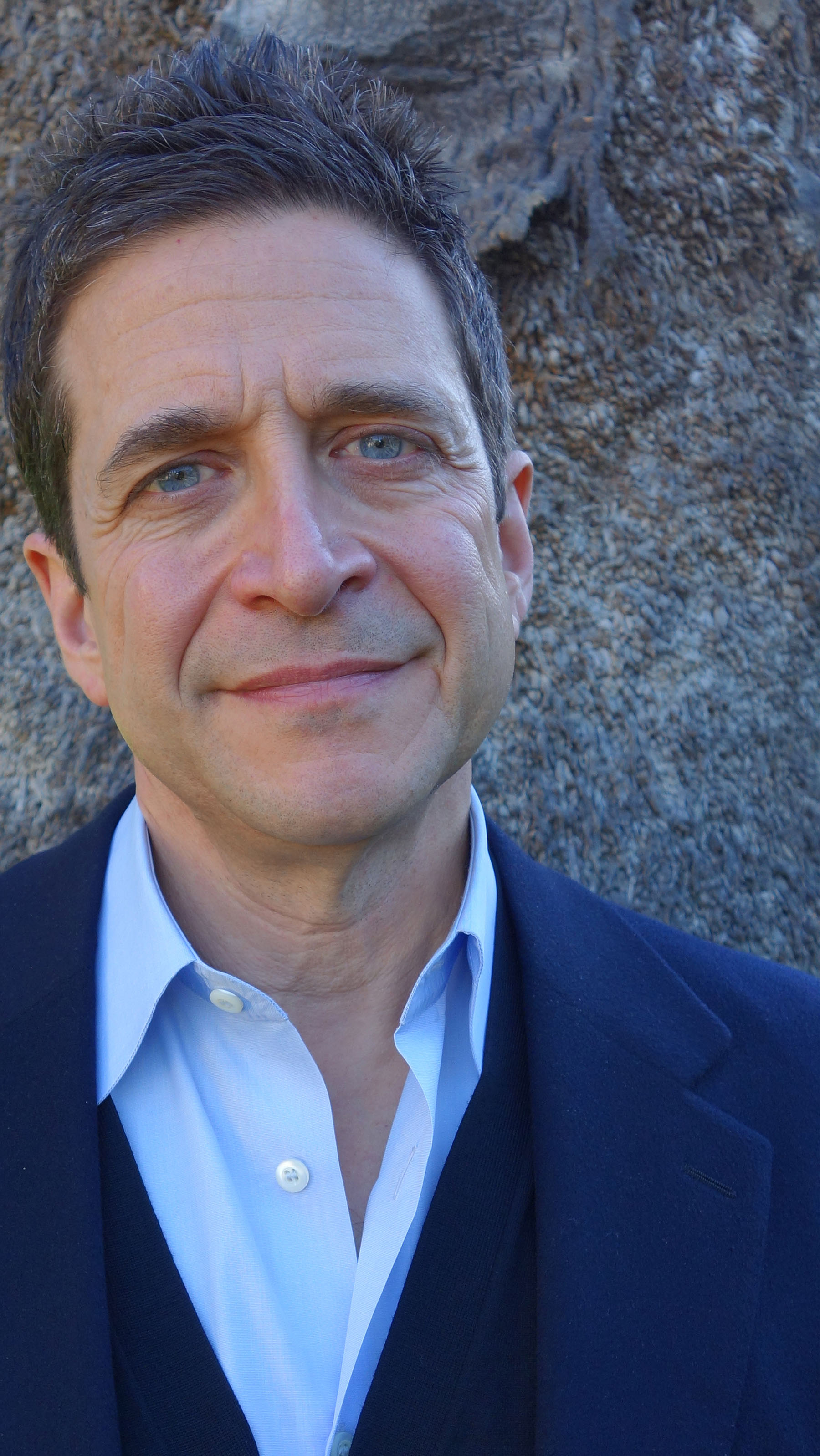
Paul Attanasio (2015)

Paul Albert Attanasio (* 14. November 1959 in der Bronx, New York City) ist ein US-amerikanischer Drehbuchautor und Filmproduzent, der neben seinen beiden Oscarnominierungen vor allem durch die von ihm erschaffene Arztserie Dr. House bekannt wurde.

## Leben
Paul Albert Attanasio wurde als Sohn von Connie, einer Immobilienmaklerin, und Joseph Attanasio, einem Werbeberater, in der Bronx geboren. Er wuchs in Teaneck und in Pelham Bay, New Jersey auf. Nach seinem Abschluss 1981 am Harvard College, graduierte er 1984 in Jura an der Harvard Law School.
Von 1984 bis 1987 arbeitete Attanasio als Filmkritiker bei der Washington Post. Anschließend schrieb er zwei Episoden für die Sitcom Doctor Doctor, bevor er 1993 mit Homicide seine erste eigene Serie erschuf. Für die von ihm jeweils nach einer Romanvorlage adaptierten Drehbücher Quiz Show und Donnie Brasco wurde Attanasio 1995 und 1998 mit einer Oscarnominierung für das Beste adaptierte Drehbuch bedacht.
Seine Tochter Annabelle Attanasio (* 1993) ist ebenfalls Schauspielerin.

## Filmografie (Auswahl)
- 1989: Doctor Doctor (Fernsehserie, 2 Episoden)
- 1993–1999: Homicide (Homicide: Life on the Street) (Fernsehserie)
- 1994: Enthüllung (Disclosure)
- 1994: Quiz Show
- 1997: Donnie Brasco
- 1998: Sphere – Die Macht aus dem All (Sphere)
- 2000–2001: Gideon’s Crossing (Fernsehserie)
- 2002: Der Anschlag (The Sum of All Fears)
- 2002: R.U.S./H.
- 2004–2012: Dr. House (House) (Fernsehserie)
- 2006: The Good German – In den Ruinen von Berlin (The Good German)
- 2008: Courtroom K
- 2016–2022: Bull (Fernsehserie)
- seit 2020: Tommy

## Auszeichnung (Auswahl)
Oscar
- 1995: Nominierung für das Beste adaptierte Drehbuch von Quiz Show
- 1998: Nominierung für das Beste adaptierte Drehbuch von Donnie Brasco

Golden Globe Award
- 1995: Nominierung für das Beste Drehbuch von Quiz Show